# 工人革命党 (墨西哥，1999年)
工人革命党（西班牙語：Partido Revolucionario de los y las Trabajadores）是墨西哥的一个小型托洛茨基主义团体。它成立于1999年，分裂自社会主义融合。它与第四国际关系密切，是第四国际的墨西哥支部。它曾是左翼选举联盟社会主义联盟的成员。